# Bhamchaur
Bhamchaur (nep. भामचौर) – gaun wikas samiti w zachodniej części Nepalu w strefie Seti w dystrykcie Bajhang. Według nepalskiego spisu powszechnego z 2011 roku liczył on 748 gospodarstw domowych i 4931 mieszkańców (2519 kobiet i 2412 mężczyzn).